# Вицепремиер по координация на европейските политики и институционалните въпроси
Заместник министър-председателят по координация на европейските политики и институционалните въпроси е вицепремиер, член на правителството на Република България.
Длъжността е имала следните наименования:
- от 2002 до 2009 г.: министър по европейските въпроси;
- от 2014 г.: заместник министър-председател по координация на европейските политики и институционалните въпроси[1]
- от януари 2017 до май 2017 заместник министър-председател по координация на европейските политики и отговарящ за подготовката на българското председателство на ЕС
- През май 2017г се създават две структури , ресорни по еврофондовете министър за българското председателство на Съветът на ЕС- закрито след приключване на председателството на 31 декември 2018г и Заместник-министър-председател по управление на средствата от европейскитре фондове която съществува до днес.

на Съвета на Европейския съюз  

## История
На 29 май 2002 г. Народното събрание избира Меглена Кунева – главен преговарящ по присъединяването на България към ЕС, за министър по европейските въпроси. Като министър без портфейл тя не ръководи отделно министерство със свой бюджет (портфейл), а няколко дирекции на Министерството на външните работи. Нейната задача е ускоряването на въпроса по влизането на България в Европейския съюз. На 21 декември 2006 г. Кунева е освободена от поста във връзка с встъпването ѝ в длъжност като член на Европейската комисия, считано от 1 януари 2007 г.
Постът остава празен до 16 март 2007 г., когато Народното събрание избира Гергана Грънчарова за министър по европейските въпроси. Тя остава на тази длъжност до 27 юли 2009 г.
След тази дата оперативното ръководство на координацията по въпросите на ЕС остава в Министерството на външните работи. В периода от 2010 до 2014 г. с част от въпросите на ЕС се занимава министър/вицепремиер по управление на средствата от ЕС.
На 7 ноември 2014 г. Меглена Кунева е избрана за заместник министър-председател по координация на европейските политики и институционалните въпроси, като се запазва практиката ресорът по фондовете на ЕС да бъде ръководен отделно (от вицепремиер).

## Заемали длъжността
| № | Имена (роден)             | Начало на мандата | Край на мандата   | Продължителност (дни) | Партия или коалиция    | Правителство     |
| --- | ------------------------- | ----------------- | ----------------- | --------------------- | ---------------------- | ---------------- |
| министър по европейските въпроси (от 2002 до 2009 г.)                                                                                             |                           |                   |                   |                       |                        |                  |
| 1 | Меглена Кунева (р. 1957)  | 29 май 2002       | 17 август 2005    | 1176                  | НДСВ                   | Сакскобургготски |
| 2 | Меглена Кунева (р. 1957)  | 17 август 2005    | 21 декември 2006  | 491                   | НДСВ                   | Станишев         |
| 3 | Гергана Паси (р. 1973)    | 23 март 2007      | 27 юли 2009       | 857                   | НДСВ                   | Станишев         |
| заместник министър-председател по координация на европейските политики и институционалните въпроси (от 2014 до 2017 г.)                           |                           |                   |                   |                       |                        |                  |
| 4 | Меглена Кунева (р. 1957)  | 7 ноември 2014    | 27 януари 2017    | 812                   | Реформаторски блок     | Борисов 2        |
| заместник министър-председател по координация на европейските политики и отговарящ за подготовката на българското председателство на ЕС (2017 г.) |                           |                   |                   |                       |                        |                  |
| 5 | Деница Златева (р. 1975)  | 27 януари 2017    | 4 май 2017        | 97                    | БСП                    | Герджиков        |
| министър за българското председателство на Съвета на Европейския съюз (от 2017 до 2018 г.)                                                        |                           |                   |                   |                       |                        |                  |
| 6 | Лиляна Павлова (р. 1977)  | 4 май 2017        | 31 декември 2018  | 606                   | ГЕРБ                   | Борисов 3        |
| Заместник-министър-председател по управление на средствата от европейскитре фондове (от 2017 до 2021 г.)                                          |                           |                   |                   |                       |                        |                  |
| 7 | Томислав Дончев (р. 1973) | 4 май 2017        | 12 май 2021       | 1469                  | ГЕРБ                   | Борисов 3        |
| Заместник-министър-председател по управление на средствата от европейскитре фондове ( 2021 г.)                                                    |                           |                   |                   |                       |                        |                  |
| 8 | Атанас Пеканов (р. 1991)  | 12 май 2021       | 14 септември 2021 | 125                   | независим              | Янев 1           |
| Заместник-министър-председател по управление на средствата от европейскитре фондове ( 2021 г.)                                                    |                           |                   |                   |                       |                        |                  |
| 9 | Атанас Пеканов (р. 1991)  | 14 септември 2021 | 13 декември 2021  | 90                    | независим              | Янев 2           |
| Заместник-министър-председател по управление на средствата от европейскитре фондове ( от 2021 до 2022г.)                                          |                           |                   |                   |                       |                        |                  |
| 10 | Асен Василев (р. 1977)    | 13 декември 2021  | 2 август 2022     | 232                   | Продължаваме промяната | Петков           |
| Заместник-министър-председател по управление на средствата от европейскитре фондове ( 2022г.)                                                     |                           |                   |                   |                       |                        |                  |
| 11 | Атанас Пеканов (р. 1991)  | 2 август 2022     | независим         | Донев                 |                        |                  |